# 毛掌绿蟹
毛掌绿蟹（学名：Chlorodiella barbata）为扇蟹科绿蟹属的动物。分布于塔希提、富纳富提岛、罗士马群岛、曼加雷代岛、马达加斯加岛以及中国大陆的西沙群岛等地，生活环境为海水，多生活于珊瑚礁丛中。